# Nødstrømsanlæg
| En mindre frit-stående UPS boks set forfra og bagfra. |  | En mindre frit-stående UPS boks set forfra og bagfra. |
| En mindre frit-stående UPS boks set forfra og bagfra. |  |                                                       |

 For alternative betydninger, se UPS. (Se også artikler, som begynder med UPS)
Et nødstrømsanlæg (forkortet UPS fra engelsk Uninterruptible power supply, på dansk: Uafbrudt Strømforsyning), også kendt som et backup batteri, er en anordning til at sikre levering af en uafbrudt strømforsyning til det tilkoblede udstyr ved at levere strøm fra en separat kilde i tilfælde af elnetstrømafbrydelse.
Langt de fleste nødstrømsanlæg anvender VRLA-blyakkumulatorer.
Der er flere forskellige typer af nødstrømsanlæg:
- Off-line, standby – Fordele: "Simpel og billig". Ulemper: Leder transienter igennem til belastningen, medmindre effektiv filtrering foretages internt eller eksternt.
- Line-interactive – Fordele: Blokerer transienter fra elnettet til belastningen. Ulemper: Dyrere.
- On-line double conversion – Fordele: Blokerer transienter fra elnettet til belastningen.

Et off-line nødstrømsanlæg ligger stille indtil et strømnedbrud, hvorpå den skifter den normale strømforsyning ud med dens egen strømkilde, nærmest med det samme. Et on-line nødstrømsanlæg leverer derimod konstant strøm til det tilkoblede udstyr fra dets reserver alt imens reserverne genoplades via den normale strømforsyning. Et on-line nødstrømsanlæg er på denne måde bedre beskyttet imod alle typiske strøm problemer.
Et nødstrømsanlæg, ser man ofte anvendt indenfor IT-branchen til sikring af eksempelvis computere (i serverrum) eller telekommunikationsudstyr ved et uanmeldt strømnedbrug som kan resultere i datatab eller seriøse forstyrrelser i en virksomhed. Nødstrømsanlæg leveres i forskellige størrelser, hvor de største normalt samarbejder med generatorer.